# Klass korrekcii
Klass korrekcii (Класс коррекции) è un film del 2014 diretto da Ivan Tverdovskij.

## Trama
Il film racconta di una ragazza su una sedia a rotelle che viene trasferita in una classe di correzione, dove vengono formati bambini con varie patologie. Lì sperimenterà per la prima volta il sentimento dell'amore e affronterà la crudeltà del mondo che la circonda.